# 日下一正
日下 一正（くさか かずまさ、1948年1月23日 - ）は、日本の官僚。経済産業審議官、三菱電機専務執行役を歴任。東京都出身。

## 人物
東京都立西高等学校を経て1970年東京大学法学部を卒業後、通商産業省に入省（大臣官房総務課）。1977年プリンストン大学ウィルソンスクール修士課程修了。
国際エネルギー機関省エネルギー部長、通商政策局国際経済課長、資源エネルギー庁官房総務課長、大臣官房審議官(通商経済担当)、通商政策局経済協力部長、資源エネルギー庁次長等を経て、2000年環境立地局長となる。2001年に産業技術環境局長。
その後、2002年通商政策局長、2003年資源エネルギー庁長官を歴任し、2004年経済産業審議官に就任。2006年経済産業省を退官し、電通顧問。2008年には地球温暖化対策の企画立案担当の内閣官房参与に任命される、2009年8月に三菱電機顧問となり、同年10月より同社専務執行役を務める。2011年東京大学公共政策大学院客員教授。2013年一般財団法人貿易・産業協力振興財団理事長、一般財団法人国際経済交流財団会長。2015年日本工営取締役。公益財団法人日本国際フォーラム政策委員。2021年７月より一般財団法人国際貿易投資研究所（ITI）理事長。